# Kam
Kam nome artístico de Craig Miller (Los Angeles, 24 de Outubro de 1970) é um estimado rapper norte-americano conhecido pelas suas canções políticas. Nascido na região de South Los Angeles, no bairro de Watts, é considerado um veterano da West Coast e um estimado rapper underground. Atualmente, está no supergrupo de rap Warzone, juntamente com MC Eiht e Goldie Loc.

## Discografia
- Neva Again (1993)
- Made in America (1995)
- Kamnesia (2001)
- Fruit Pruno (2010)